# デンタルエステティック
デンタルエステティックとは、口腔におけるエステティックのこと。デンタルエステともいう。

## 解説
ホワイトニングなど美容効果をもつ歯科治療全般をいう広範な概念である。
デンタルエステが登場した背景には、歯科に通う患者側の意識の変化や、歯科側も独自の方向性を打ち出したいという意識が理由にある。特に欧米では歯の健康へのこだわりが強く、急速な歯科技術の発達はそのような文化的背景が大きな要因となっている。
デンタルエステティックの具体例としては歯列矯正や漂白、歯肉マッサージ、電動歯ぶらし、歯磨き、アロマテラピーなどが行われる。
ただし、デンタルエステティックをめぐってはインプラント周囲炎など新たな問題も発生しており、治療前に歯科医師とよく相談することが重要である。